# Wax (musikgrupp)
Wax var ett punkband från Gävle som fanns mellan 1982 och 1983. Senare startade några av medlemmarna Los Bohemos. De är kanske bäst kända för låten Punken är inte död.

## Medlemmar
- Eva, sång
- Peter "Gummi" Kvist, gitarr
- Megasen (Benny Buse), bas
- Mikal "Micka" Forsberg, trummor

## Diskografi
- Punk och kärlek
- Varning för punk (samling)